# Тот-Ликовцан, Агота
Агота Тот-Ликовцан (венг. Agota Tóth-Lykovcan; род. 2 сентября 1987 года, в Будапеште, Венгрия) — венгерская конькобежка, 8-кратная чемпионка Венгрии в многоборье.

## Биография
Агота Тот родилась в семье спортсмена. Её отец Геза Тот бывший тяжелоатлет, серебряный призёр олимпийских игр и чемпион мира и Европы отвёл её на каток City Park в Будапеште в раннем детстве, после чего она начала заниматься фигурным катанием. В возрасте 10 лет Агота перешла в конькобежный спорт. Уже через месяц на первых своих соревнованиях она заняла первое место, а затем побила все национальные рекорды во всех возрастных группах.
Уже в 2000 году она впервые заняла 4-е место многоборье на чемпионате Венгрии по спринту, через год стала 3-й, а с 2002 по 2004 год занимала 2-е место, параллельно выигрывая подряд юниорские чемпионаты Венгрии в многоборье. В 2003 году впервые участвовала на чемпионате мира среди юниоров в многоборье, и заняла 32-е место. В сезоне 2003/04 дебютировала на Кубке мира. В 2005 году Агота выиграла Национальные чемпионаты как в классическом, так и в спринтерском многоборье. До 2006 года тренировалась у тренера Жолта Бало.
После 2006 года в её карьере наступил переломный момент, когда её тренер вместе с семьёй переехал в Канаду, а единственный каток в Венгрии закрылся. Из-за отсутствия возможностей для тренировок Аготе приходилось много лет тренироваться в одиночку, в основном за границей. Её дебют на чемпионате мира в спринтерском многоборье в Херенвене состоялся в 2006 году и там она заняла общее 35-е место.
В 2007 году стартовала на чемпионате Европы в Коллальбо и заняла 27-е место в многоборье, и выиграла чемпионат страны в многоборье. С 2008 по 2012 года Тот участвовала на чемпионатах Европы в многоборье, но выше 24 места на поднималась. В 2011 году у Тот тренировалась под руководством Джереми Уотерспуна.
Через год на своём втором спринтерском чемпионате мира в Солт-Лейк-Сити была дисквалифицирована в забеге на 1000 м и заняла 32-е место в многоборье и в шестой раз стала чемпионом Венгрии в многоборье. В январе 2015 года она в очередной раз выиграла чемпионат Венгрии в обоих дисциплинах многоборья. В августе 2015 года Агота Ликовцан завершила карьеру спортсмена, написав сообщение в facebook.

## Личная жизнь
Агота Ликовцан 10 ноября 2012 года вышла замуж, взяла фамилию мужа.